# Viceré di Napoli
Nei primi anni del XVI secolo, a causa delle guerre d'Italia (1494-1559) iniziate con l'invasione della penisola da parte di Carlo VIII di Francia, il Regno di Napoli fu sottoposto, per più di due secoli, a diverse potenze europee che ne affidarono il governo a un viceré (Aragona e poi Spagna fino al 1707, Austria fino al 1734).

## Viceré francesi (1495 e 1501-1504)

### Nominati da Carlo VIII di Francia (1495)
Durante il regno di Ferdinando II (Ferrandino), il Regno di Napoli fu invaso da Carlo VIII di Francia. Il sovrano francese, che rivendicava il trono di Napoli in qualità di discendente degli Angioini, fu proclamato re di Napoli nel 1495.
Carlo, dovendo tornare in Francia a causa della lega creata contro di lui, nominò in sua assenza un viceré:
| Nome nome italianizzato                                          | Immagine | Mandato                     | Note                 |
| ---------------------------------------------------------------- | -------- | --------------------------- | -------------------- |
| Gilberto di Borbone-Montpensier Gilberto Monpensiero 1443 - 1496 |          | maggio 1495 - 6 luglio 1495 | Conte di Montpensier |

### Nominati da Luigi XII di Francia (1501-1504)
Durante il regno di Federico I, il Regno di Napoli fu invaso da Luigi XII di Francia. Il sovrano francese adottò nel 1501 il titolo di Rex Neapolis.
I generali che re Luigi nominò suoi viceré furono:
| Nome nome italianizzato                       | Immagine | Mandato                                        | Note                |
| --------------------------------------------- | -------- | ---------------------------------------------- | ------------------- |
| Louis d'Armagnac Luigi d'Armagnac 1472 - 1503 |          | 1501 - 28 aprile 1503                          | Duca di Nemours     |
| Ludovico II del Vasto - 1438 - 1504           |          | novembre 1502 (nomina) 1503 (effettivo) - 1504 | Marchese di Saluzzo |

## Viceré aragonesi e spagnoli (1503-1707)
Ferdinando II d'Aragona detto il Cattolico, imparentato con Federico I, invase a sua volta il regno. La guerra tra le due potenze si concluse nel 1503 con la vittoria spagnola nella battaglia del Garigliano. Gonzalo Fernández de Córdoba, comandante delle forze spagnole, entrò a Napoli il 14 maggio e fu il primo viceré spagnolo della città. Da questo momento il Regno di Napoli entrò a far parte dei possedimenti della Corona d'Aragona.
Il viceré veniva nominato dal Consiglio di Stato, presieduto dal Re, su proposta del Supremo Consiglio d'Italia (fino al 1556 del Supremo e Reale Consiglio di Aragona). Nel periodo in cui era impegnato in campagne militari, in affari diplomatici, o in altri importanti uffici di Stato, il viceré veniva sostituito da un luogotenente generale da lui stesso nominato.
Sono evidenziati in giallo i luogotenenti generali ed i viceré nominati ad interim.

### Nominati da Ferdinando II d'Aragona (1503-1516)
| Nome nome italianizzato                                                                        | Immagine | Mandato                                                             | Note                         |
| ---------------------------------------------------------------------------------------------- | -------- | ------------------------------------------------------------------- | ---------------------------- |
| Gonzalo Fernández de Córdoba y Aguilar Consalvo di Cordova 1453 - 1515                         |          | 1503 o 1504 - giugno 1507                                           | Duca di Sessa e di Terranova |
| Juana de Aragón Giovanna d'Aragona (Giovanna di Napoli) 1478 - 1518                            |          | giugno 1507 - novembre 1507                                         | ex-Regina consorte di Napoli |
| Juan II de Ribagorza (Juan de Aragón) Giovanni di Ripacorsa (Giovanni d'Aragona) 1457 - 1528   |          | 4 giugno 1507 - 8 ottobre 1509                                      | Conte di Ripacorsa           |
| Antonio de Guevara Antonio di Guevara ? - 1513                                                 |          | 8 ottobre 1509 - 23 ottobre 1509                                    | Conte di Potenza             |
| Ramón Folch III de Cardona-Anglesola Raimondo di Cardona 1467 - 1522                           |          | 8 ottobre 1509 (nomina) 24 ottobre 1509 (effettivo) - 10 marzo 1522 | Conte di Alvito              |
| Francisco de Remolins (luogotenente di Raimondo di Cardona) Francesco Romolino 1462 - 1518     |          | 2 novembre 1511- 3 maggio 1512 27 maggio 1512 - 23 febbraio 1513    | Cardinale                    |
| Bernardo II de Vilamarí (luogotenente di Raimondo di Cardona) Bernardo Villamarino 1462 - 1516 |          | 24 febbraio 1513 - 12 novembre 1515                                 | Conte di Capaccio            |

### Nominati dall'imperatore Carlo V (1516-1554)
| Nome nome italianizzato                                              | Immagine | Mandato                                             | Note |
| -------------------------------------------------------------------- | -------- | --------------------------------------------------- | --- |
| Charles de Lannoy Carlo di Lannoi o Carlo della Noia 1487 ca. - 1527 |          | 16 luglio 1522 (effettivo) - 23 settembre 1527      | Signore di Mingoval |
| Andrea Carafa ? - 1526                                               |          | 20 ottobre 1523 - giugno 1526                       | Conte di Santa Severina |
| Giovanni Carafa metà XV secolo - 1527                                |          | 1526 - 1527                                         | Patrizio napoletano |
| Ludovico Montalto seconda metà XV secolo - 1528 o 1530               |          | marzo 1527 - settembre 1527                         | Patrizio napoletano |
| Hugo de Moncada Ugo di Moncada 1476 - 1528                           |          | settembre 1527 - 28 aprile 1528                     | Cavaliere dell'Ordine di San Giovanni. Muore in seguito alle ferite riportate nella battaglia di Capo d'Orso.                                                  |
| Filiberto di Chalon Filiberto di Chalons 1502 - 1530                 |          | 9 luglio 1528 - 3 agosto 1530                       | Principe d'Orange. Muore nella battaglia di Gavinana. |
| Pompeo Colonna 1479 - 1532                                           |          | 1529 - 3 agosto 1530 3 agosto 1530 - 28 giugno 1532 | Cardinale |
| Pedro Álvarez de Toledo y Zuñiga Pietro di Toledo 1484 - 1553        |          | 4 settembre 1532 (effettivo) - 4 gennaio 1553       | Marchese di Villafranca. A Napoli ordinò la costruzione di diverse infrastrutture: Quartieri Spagnoli, via Toledo (che porta il suo nome) e Palazzo Vicereale. |
| Luis Álvarez de Toledo y Osorio Luigi di Toledo ? - 1597             |          | 22 febbraio 1553 - 3 giugno 1553                    | |
| Pedro Pacheco Ladrón de Guevara Pietro Pacecco 1488 - 1560           |          | 3 giugno 1553 - 23 marzo 1556                       | Cardinale |
| Bernardino de Mendoza Bernardino di Mendozza 1501 - 1557             |          | 23 marzo 1555 - febbraio 1556                       | |

### Nominati da Filippo II di Spagna (1554-1598)
| Nome nome italianizzato                                                        | Immagine | Mandato                             | Note                                          |
| ------------------------------------------------------------------------------ | -------- | ----------------------------------- | --------------------------------------------- |
| Fernando Álvarez de Toledo y Pimentel Ferdinando di Toledo 1507 - 1582         |          | febbraio 1556 - 5 giugno 1558       | Duca d'Alba. A Napoli fece erigere Port'Alba. |
| Fadrique Álvarez de Toledo y Enríquez de Guzmán Federico di Toledo 1537 - 1583 |          | settembre 1556 - dicembre 1556      |                                               |
| Juan Manrique de Lara Giovanni Manriquez di Lara 1507 - 1570                   |          | 6 giugno 1558 - 10 ottobre 1558     |                                               |
| Bartolomé de la Cueva de Albuquerque Bartolomeo della Cueva 1499 - 1562        |          | ottobre 1558 - 12 giugno 1559       | Cardinale                                     |
| Pedro Afán de Ribera Pietro Afan di Ribera 1509 - 1571                         |          | 12 giugno 1559 - 2 aprile 1571      | Duca d'Alcalà                                 |
| Antoine Perrenot de Granvelle Antonio Perenotto di Granvela 1517 - 1586        |          | 19 aprile 1571 - 18 luglio 1575     | Cardinale                                     |
| Íñigo López de Hurtado de Mendoza Innico Urtado di Mendozza 1512 - 1580        |          | 10 luglio 1575 - 8 novembre 1579    | Marchese di Mondéjar                          |
| Juan de Zúñiga y Requeséns Giovanni (di) Zunica 1539 - 1586                    |          | 11 novembre 1579 - 11 novembre 1582 | Principe di Pietraperzia                      |
| Pedro Téllez-Girón y de la Cueva Pietro Giron 1537 - 1590                      |          | 28 novembre 1582 - novembre 1586    | Duca di Osuna                                 |
| Juan de Zúñiga y Avellaneda Giovanni (di) Zunica 1541 - 1608                   |          | novembre 1586 - novembre 1595       | Conte di Miranda                              |
| Enrique de Guzmán Errico di Gusman 1540 - 1607                                 |          | 27 novembre 1595 - 19 luglio 1599   | Conte di Olivares                             |

### Nominati da Filippo III di Spagna (1598-1621)
| Nome nome italianizzato                                                                  | Immagine | Mandato                             | Note |
| ---------------------------------------------------------------------------------------- | -------- | ----------------------------------- | --- |
| Fernando Domingo Ruiz de Castro Andrade y Portugal Ferdinando Ruiz di Castro 1548 - 1601 |          | luglio 1599 - 19 ottobre 1601       | Conte di Lemos. Avviò la costruzione del Palazzo Reale di Napoli. |
| Francisco Ruiz de Castro y Portugal - 1579 - 1637                                        |          | 20 ottobre 1601 - 5 aprile 1603     | Conte di Lemos |
| Juan Alonso Pimentel de Herrera Giovanni Alfonso Pimentel d'Errera ? - 1621              |          | 6 aprile 1603 - 11 luglio 1610      | Conte di Benavente |
| Pedro Fernández de Castro Andrade y Portugal - 1560 - 1622                               |          | giugno 1610 - 8 luglio 1616         | Conte di Lemos |
| Pedro Téllez-Girón y Velasco Guzmán y Tovar Pietro Giron 1574 - 1624                     |          | 21 agosto 1616 - 4 giugno 1620      | Duca di Osuna. A Napoli si conserva il suo nome presso la Chiesa dei Santi Pietro e Paolo dei Greci, sulla lapide che commemora l'ampliamento avvenuto nel 1617 sotto il suo mandato. |
| Gaspar de Borja y Velasco Gaspare Borgia 1580 - 1645                                     |          | 4 giugno 1620 - 14 dicembre 1620    | Cardinale |
| Antonio Zapata y Cisneros Antonio Zapata 1550 - 1635                                     |          | 12 dicembre 1620 - 14 dicembre 1622 | Cardinale |

### Nominati da Filippo IV di Spagna (1621-1665)
| Nome nome italianizzato                                                                                | Immagine | Mandato                             | Note                                                                |
| --- | -------- | ----------------------------------- | ------------------------------------------------------------------- |
| Antonio Álvarez de Toledo y Beaumont de Navarra Don Antonio Alvarez di Toledo 1568 - 1639              |          | 14 dicembre 1622 - 16 agosto 1629   | Duca d'Alba                                                         |
| Fernando Afán de Ribera y Enríquez Ferrante Afan di Rivera 1583 - 1637                                 |          | 17 aprile 1629 - 13 maggio 1631     | Duca d'Alcalá                                                       |
| Manuel de Acevedo y Zúñiga Emanuele Zunica e Fonseca 1586 - 1653                                       |          | 14 maggio 1631 - 12 novembre 1637   | Conte di Monterrey                                                  |
| Ramiro Núñez de Guzmán - 1600 ca. - 1668                                                               |          | 13 novembre 1637 - 6 marzo 1644     | Duca di Medina de las Torres. A Napoli gli è intitolata via Medina. |
| Juan Alfonso Enríquez de Cabrera Giovanni Alfonso Enriquez di Cabrera 1597 - 1647                      |          | 14 maggio 1644 - 11 febbraio 1646   | Almirante di Castiglia e Conte di Modica                            |
| Rodrigo Ponce de León Rodrigo Ponz di Leon 1602 - 1658                                                 |          | 11 febbraio 1646 - 26 gennaio 1648  | Duca d'Arcos                                                        |
| Juan José de Austria Giovanni d'Austria 1629 - 1679                                                    |          | 26 gennaio 1648 - 1º marzo 1648     | Figlio naturale di Filippo IV                                       |
| Iñigo Vélez de Guevara Innico Velez di Guevara 1597 - 1658                                             |          | 2 marzo 1648 - 10 novembre 1653     | Conte d'Oñate e di Villamediana                                     |
| García de Avellaneda y Haro Garzia de Avellana e Haro 1588 - 1670                                      |          | 10 novembre 1653 - 11 gennaio 1659  | Conte di Castrillo                                                  |
| Gaspar de Bracamonte y Guzmán Pacheco de Mendoza Gaspare di Bracamonte Conte di Pigneranda 1595 - 1676 |          | 29 dicembre 1658 - 9 settembre 1664 | Conte di Peñaranda                                                  |
| Pascual de Aragón Pasquale d'Aragona 1626 - 1677                                                       |          | 8 settembre 1664 - 11 aprile 1666   | Cardinale                                                           |

### Nominati da Carlo II di Spagna (1665-1700)
| Nome nome italianizzato                                                      | Immagine | Mandato                             | Note                         |
| ---------------------------------------------------------------------------- | -------- | ----------------------------------- | ---------------------------- |
| Pedro Antonio de Aragón Pietro Antonio d'Aragona 1611 - 1690                 |          | 16 aprile 1666 - 3 gennaio 1671     | Duca di Segorbe e di Cardona |
| Fadrique Álvarez de Toledo y Ponce de León - 1635 - 1705                     |          | 3 gennaio 1671 - 14 febbraio 1672   | Marchese di Villafranca      |
| Antonio Pedro Sancho Dávila y Osorio - 1615 ca. - 1689                       |          | 14 febbraio 1672 - 9 settembre 1675 | Marchese di Astorga          |
| Fernando Joaquín Fajardo-Zúñiga- Requesens y Álvarez de Toledo - 1635 - 1693 |          | 9 settembre 1675 - 9 gennaio 1683   | Marchese di Los Vélez        |
| Gaspar Méndez de Haro Gaspare di Haro 1629 - 1687                            |          | 16 gennaio 1683 - 16 novembre 1687  | Marchese di El Carpio        |
| Lorenzo Onofrio Colonna - 1637 - 1689                                        |          | 21 novembre 1687 - 27 gennaio 1688  | Principe di Paliano          |
| Francisco de Benavides Francesco Benavides 1645 - 1716                       |          | 31 gennaio 1688 - 5 febbraio 1696   | IX Conte di Santisteban      |
| Luis Francisco de la Cerda y Aragón Luigi della Zerda 1660 - 1711            |          | 27 marzo 1696 - 28 febbraio 1702    | Duca di Medinaceli           |

### Nominati da Filippo V di Spagna (1700-1707)
| Nome nome italianizzato                                                      | Immagine | Mandato                          | Note |
| ---------------------------------------------------------------------------- | -------- | -------------------------------- | --- |
| Juan Manuel Fernández Pacheco y Zúñiga Giovanni Emanuele Pacecco 1650 - 1725 |          | 15 febbraio 1702 - 6 luglio 1707 | Duca d'Escalona e Marchese di Villena. Promosse la costruzione del forte di Vigliena, distrutto nel 1799. |

## Viceré austriaci (1707-1734)
Nel 1707, durante la guerra di successione spagnola, il Regno di Napoli fu occupato dall'esercito austriaco. Il Regno divenne però ufficialmente parte dei domini asburgici solo con il trattato di Utrecht che pose fine alla guerra nel 1713, quando l'imperatore del Sacro Romano Impero, Carlo VI d'Asburgo, fu riconosciuto re di Napoli dalle potenze europee.
Il passaggio della città dal viceregno spagnolo a quello austriaco avvenne secondo le modalità di un semplice avvicendamento: il 7 luglio 1707 Georg Adam von Martinitz, primo viceré austriaco venuto al seguito dell'esercito imperiale, prese possesso del Palazzo Reale, sede del governo, che fino al giorno prima aveva ospitato l'ultimo viceré spagnolo.
I viceré austriaci furono:
| Nome nome italianizzato                                                            | Immagine | Mandato                            | Note                               |
| ---------------------------------------------------------------------------------- | -------- | ---------------------------------- | ---------------------------------- |
| Georg Adam von Martinitz Giorgio Adamo di Martiniz 1645 - 1714                     |          | 7 luglio 1707 - 31 ottobre 1707    | Conte di Martinitz                 |
| Wirich Philipp von Daun (primo mandato) Virico Filippo Daun 1669 - 1741            |          | 1º novembre 1707 - 30 giugno 1708  | Principe di Teano                  |
| Vincenzo Grimani - 1655 - 1710                                                     |          | 1º luglio 1708 - 26 settembre 1710 | Cardinale                          |
| Carlo Borromeo Arese - 1657 - 1743                                                 |          | 15 ottobre 1710 - 20 maggio 1713   | Conte di Arona                     |
| Wirich Philipp von Daun (secondo mandato) Virico Filippo Daun 1669 - 1741          |          | 20 maggio 1713 - 4 luglio 1719     | Principe di Teano                  |
| Johann Wenzel von Gallas Giovanni Venceslao Gallas 1669 - 1719                     |          | 4 luglio 1719 - 25 luglio 1719     | Duca di Lucera                     |
| Wolfgang Hannibal von Schrattenbach Volfango Annibale di Schrattenbach 1660 - 1738 |          | 25 luglio 1719 - 1721              | Cardinale                          |
| Marcantonio Borghese - 1660 - 1729                                                 |          | 1721 - 1722                        | Principe di Sulmona                |
| Michael Friedrich von Althann Michele Federico Althann 1682 - 1734                 |          | 19 maggio 1722 - 31 luglio 1728    | Cardinale e Vescovo-conte di Vác   |
| Joaquín Fernández de Portocarrero y Mendoza Gioacchino Portocarrero 1681 - 1760    |          | 31 luglio 1728 - 9 dicembre 1728   | Cardinale e Conte di Palma del Río |
| Aloys Thomas Raimund von Harrach Luigi Tommaso Raimondo di Harrach 1669 - 1742     |          | 9 dicembre 1728 - 12 giugno 1733   | Conte di Harrach                   |
| Giulio Visconti Borromeo Arese - 1667 - 1750                                       |          | 12 giugno 1733 - 1º giugno 1734    | Conte della Pieve di Brebbia       |

## Viceré nominati da Carlo di Borbone (1735 e 1744)
Il vicereame austriaco terminò nel 1734 a causa della guerra di successione polacca, quando don Carlo di Borbone, figlio di Filippo V di Spagna e di Elisabetta Farnese, conquistò il regno e gli restituì l'originaria indipendenza, fondando la dinastia dei Borbone di Napoli.
Carlo nominò dei viceré in due occasioni:
| Nome nome italianizzato                         | Immagine | Mandato                          | Note |
| ----------------------------------------------- | -------- | -------------------------------- | --- |
| Manuel d'Orléans Emanuele d'Orleans 1677 - 1740 |          | 3 gennaio 1735 - 12 luglio 1735  | Conte di Charny. Luogotenente durante il viaggio del sovrano in Sicilia per l'incoronazione a re di Sicilia, avvenuta a Palermo il 3 luglio 1735 |
| Michele Reggio e Branciforte - 1682 - 1772      |          | 25 marzo 1744 - 13 novembre 1744 | Luogotenente durante l'assenza del re per la battaglia di Velletri e sua la successiva permanenza a Roma                                         |

## Residenze vicereali

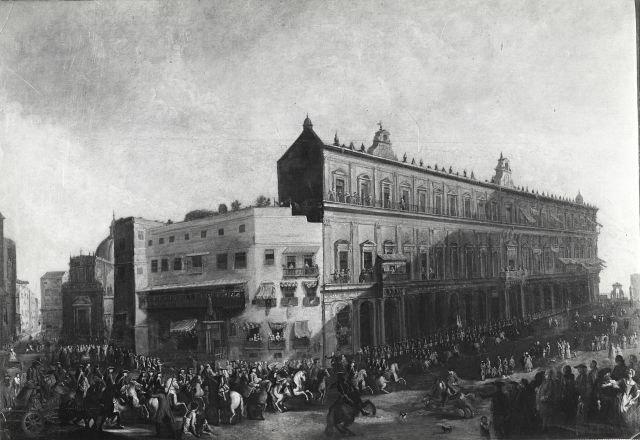
Il Palazzo Vicereale di Napoli. La sua costruzione, iniziata nel 1543, venne promossa da Pedro Álvarez de Toledo y Zúñiga.
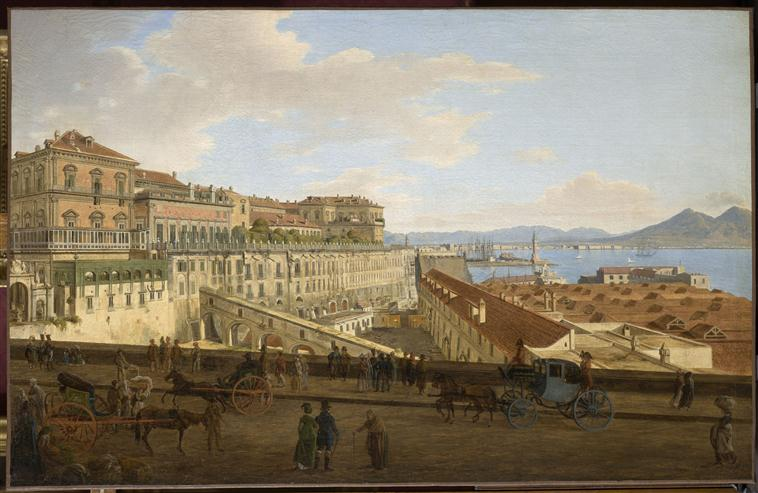
Il Palazzo Reale di Napoli, residenza del viceré dal XVII secolo. La sua costruzione venne promossa da Fernando Ruiz de Castro e continuata dal figlio e successore Francisco Ruiz de Castro.